# Geoffrey de Donjon
Geoffroy de Donjon de Duisson (? - 1202) was van 1193 tot zijn dood in 1202 de elfde grootmeester van de Orde van Sint-Jan van Jeruzalem. Hij volgde in 1193 Garnier van Nabluz op.
Geoffroy behoorde tot een adellijke Franse familie die uit Le Donjon in Auvergne kwam. Na de mysterieuze dood van Hendrik I van Jeruzalem volgde Amalrik II hem op. Als gevolg van het falen van Duitse Kruistocht van keizer Hendrik VI keerden veel van de ordeleden terug naar huis, waardoor hun eigendommen die ze achterlieten aan de orde vervielen.
Geoffroy stierf in 1202 en werd opgevolgd door Alfons van Portugal.